# Wildchild (rapper)
Jack Brown, conhecido como Wildchild, é um rapper americano de Oxnard, Califórnia . Ele é um membro do trioLootpack, junto com Madlib e DJ Homes .

## Carreira
No ano de 2003, Wildchild lançou seu primeiro álbum solo, intitulado Secondary Protocol, pela Stones Throw . Produzido pelos produtores Madlib e Oh No, o álbum contou com participações de M.E.D, LMNO, Percee P, Planet Asia e Aceyalone .

## Vida pessoal
O filho de Wildchild é Miles Brown, ele é ator, dançarino e rapper.

## Discografia

### Álbuns
- Secondary Protocol (2003)
- Jack of All Trades (2007)
- T.G.I.F. (Thank God It's Funky) (2014)
- Omowale (2022)

### EPs
- The Jackal (2004)

### Singles
- "Knicknack 2002" (2002)
- "Code Red" (2003)
- "Wonder Years" (2004)
- "Fatherhood ft: Big Daddy Kane, Posdnuos, Stacy Epps" (2022)

### Participações especiais
- Quasimoto - "Discipline 99, Pt. 1" de The Unseen (2000)
- Madlib - "Cut One" de Madlib Invazion (2000)
- Kankick - "On the Lookout" de From Artz Unknown (2001)
- BT - "Kimosabe" from Emotional Technology (2003)
- Oh No - "Stomp That, V. 2" e "WTF" de The Disrupt (2004)
- LMNO - "Life Is a Come Up" de Economic Food Chain Music (2004)
- Madvillain - "Hardcore Hustle" de Madvillainy (2004)
- Declaime - "Signs" from Conversations with Dudley (2004)
- Hyper - "This Is a Warning" de We Control (2006)
- Oh No - "Keep It Lit" de Exodus into Unheard Rhythms (2006)
- Foreign Beggars - "Let Go" de Stray Point Agenda (2006)
- Dabrye - "The Stand" de Two/Three (2006)
- Pigeon John - "If You Let It" de Featuring Pigeon John 2 (2007)
- Tr3s Monos - "Amor" de "¿Quién es Simone Staton?" (2007)
- Metro - "Hand in Motion 1" e "Hands in Motion 2" de Hands in Motion (2008)
- Eno.D + Magnificent Ruffians - "Fire" de Firewater (2009)
- Jazz Liberatorz - "After Party (Jazz Lib Remix)" de Fruit of the Past (2009)
- Grems - "MJC" de Sea Sex & Grems (2009)
- A State of Mind - "Root to the Fruit" de Platypus Funk (2010)
- Kyo Itachi - "Super Psycho" de Musikyo (2010)
- B-Doub - "Playin 4 Keeps" de Food for Thought (2010)
- Oh No - "Overload" de Ohnomite (2012)
- Britney Spears - "When I Say So" (não lançado) de Britney (2001)